# Maison, Rue Saint-Nizier (Mâcon)
La maison de la rue Saint-Nizier est une habitation située rue Saint-Nizier à Mâcon, dans le département français de Saône-et-Loire.

## Histoire
Elle est inscrite aux monuments historiques depuis le 28 février 1927.